# Murray Elder
Pour les articles homonymes, voir Elder.
Thomas Murray Elder, baron Elder (né le 9 mai 1950 et mort le 24 octobre 2023), connu sous le nom de Murray Elder, est un homme politique travailliste britannique et membre de la Chambre des lords.

## Biographie
Elder fait ses études à la Kirkcaldy High School et est diplômé de l'Université d'Édimbourg avec une maîtrise ès arts en histoire économique. C'est un ami d'enfance de Gordon Brown.
De 1972 à 1980, Elder travaille pour la Banque d'Angleterre. De 1984 à 1992, il est membre du Parti travailliste écossais et son secrétaire général de 1988 à 1992. Il est également membre travailliste de l'exécutif de la Convention constitutionnelle écossaise (1989-1992).
Après cela, Elder devient chef de cabinet du député John Smith, poste qu'il occupe jusqu'en 1994. Il est conseiller spécial du secrétaire écossais Donald Dewar au Scottish Office de 1997 à 1999.
Il est créé pair à vie comme baron Elder, de Kirkcaldy à Fife le 19 juillet 1999.
Il est le troisième parlementaire de Westminster, après Chris Smith et Alan Haworth, à avoir gravi tous les Munros, le Scottish 3000 ft collines. Il complète sa ronde des 284 sommets avec une ascension de Beinn Sgritheall le 9 juin 2007, et est n ° 3897 dans la liste des munroists du Scottish Mountaineering Club.
Lord Elder est le chancelier de l'Institut Al-Maktoum, un institut d'enseignement supérieur basé à Dundee, en Écosse. Elder fait l'objet d'une enquête sur les paiements du Collège d'enseignement supérieur Al-Maktoum qui met en évidence qu'il n'a pas déclaré ses émoluments comme tels. Il a également fait l'objet d'une enquête sur l'utilisation abusive d'une enveloppe à en-tête parlementaire lors du limogeage de l'ancien directeur du collège Al-Maktoum.
Il bénéficie d'une transplantation cardiaque en 1988, ce qui en fait l'une des personnes ayant vécu le plus longtemps après une telle opération. Il meurt le 24 octobre 2023.